# النسر الكشفية (الكشافة الأمريكية)
كشافة النسر هي أعلى إنجار أو رتبة يتم أخذها في برنامج فتى الكشافة (الكشافة الأمريكية) التابع للكشافة الأمريكية (Boy Scouts of America). رتبة «النسر الكشفية» لديها تاريخ طويل منذ تأسيسها قبل أكثر من مائة سنة. وتمنح أربعة بالمائة فقط من الكشافة هذه الرتبة بعد عملية مراجعة طويلة. المتطلبات اللازمة لتحقيق هذه المرتبة يستغرق سنوات طويلة من الوفاء. منذ تأسيسها حصل أكثر من مليوني شاب على رتبة النسر الكشفية.
تشمل متطلبات الحصول على الرتية أن المشارك عن حصوله على مالا يقل عن 21 شارات. رتبة النسر الكشفية يجب أن تثبت الروح الكشفية لدى المشارك، وهذا موقف مثالي يستند إلى القَسم الكشفي والقانون، والخدمة، والقيادة. وهذا يشمل مشروع خدمة واسعة من الخطط الكشفية، والتنظيم، والأداء، والإدارة. يتم الحصول على رتبة النسر الكشفية مع ميدالية وشارة موضوح فيها الإنجازات الكشفية. يمكن أن يكون الحصول على اعتراف إضافي من خلال رتبة نسر النخيل، والتي تتطلب لاستكمال متطلبات إضافية للحصول عليها مثل القيادة، وشارة الجدارة.